# Fredrik Austbø
Fredrik Berggraf Austbø (* 20. April 1988 in Stavanger) ist ein ehemaliger norwegischer Snowboarder. Er startete in den Freestyledisziplinen und nahm an zwei Olympischen Winterspielen sowie zwei Snowboard-Weltmeisterschaften teil.

## Werdegang
Austbø trat international erstmals bei den Juniorenweltmeisterschaften 2004 auf der Seiser Alm in Erscheinung. Dort kam er auf den 44. Platz in der Halfpipe und auf den 19. Rang im Big Air. Im November 2004 nahm er in Klagenfurt erstmals am Snowboard-Weltcup der FIS teil und errang dabei den zweiten Platz im Big Air. Bei den Olympischen Winterspielen im Februar 2006 in Turin belegte er den 38. Platz in der Halfpipe und bei den Snowboard-Weltmeisterschaften 2007 in Arosa den 26. Rang in der Halfpipe. Im Januar 2009 holte er im Slopestyle in Bannoye seinen einzigen Sieg im Europacup. Nach Platz sechs in der Halfpipe in Saas-Fee zu Beginn der Saison 2009/10, kam er bei den Olympischen Winterspielen 2010 in Vancouver auf den 40. Platz in der Halfpipe und holte in La Molina in der Halfpipe seinen einzigen Weltcupsieg. Er errang damit den sechsten Platz im Halfpipe-Weltcup und erreichte damit sein bestes Gesamtergebnis. In der Saison 2011/12 belegte er bei den Snowboard-Weltmeisterschaften 2012 in Oslo den 14. Platz in der Halfpipe und wurde beim Quiksilver New Star in Igora Dritter im Slopestyle. Seinen 19. und damit letzten Weltcup absolvierte er im Februar 2013 in Sotschi, welchen er auf dem 36. Platz in der Halfpipe beendete.

## Teilnahmen an Weltmeisterschaften und Olympischen Winterspielen

### Olympische Winterspiele
- 2006 Turin: 38. Platz Halfpipe
- 2010 Vancouver: 40. Platz Halfpipe

### Snowboard-Weltmeisterschaften
- 2007 Arosa: 26. Platz Halfpipe
- 2012 Oslo: 14. Platz Halfpipe

## Weltcupsiege und Weltcup-Gesamtplatzierungen

### Weltcupsiege
| Nr. | Datum         | Ort       | Disziplin |
| --- | ------------- | --------- | --------- |
| 1.  | 20. März 2010 | La Molina | Halfpipe  |

### Weltcup-Gesamtplatzierungen
| Saison  | Gesamt/Freestyle | Gesamt/Freestyle | Halfpipe | Halfpipe | Big Air | Big Air |
| Saison  | Punkte           | Platz            | Punkte   | Platz    | Punkte  | Platz   |
| ------- | ---------------- | ---------------- | -------- | -------- | ------- | ------- |
| 2004/05 | -                | -                | -        | -        | 800     | 19.     |
| 2005/06 | 1224             | 75.              | 1224     | 22.      | -       | -       |
| 2008/09 | 950              | 88.              | 550      | 39.      | 400     | 29.     |
| 2009/10 | 1400             | 42.              | 1400     | 6.       | -       | -       |
| 2010/11 | 100              | 126.             | 100      | 71.      | -       | -       |
| 2011/12 | 260              | 72.              | 260      | 39.      | -       | -       |
| 2012/13 | 47               | 141.             | 47       | 70.      | -       | -       |